# Cmentarz wojenny nr 99 – Kobylanka
Cmentarz wojenny nr 99 – Kobylanka – austriacki cmentarz wojenny z okresu I wojny światowej wybudowany przez Oddział Grobów Wojennych C. i K. Komendantury Wojskowej w Krakowie na terenie jego okręgu III Gorlice.
Znajduje się w północno-zachodniej części miejscowości Kobylanka w powiecie gorlickim, w gminie Gorlice województwa małopolskiego. 
Nekropolię utworzono przed XIX-wieczną, zbudowaną z cegły, wysoką, smukłą kaplicą. W czterech grobach zbiorowych pochowano 22 żołnierzy armii niemieckiej poległych w maju 1915 roku w bitwie pod Gorlicami. Groby oznaczono betonowymi stelami na których umocowano żeliwne tablice z krzyżem kawalerskim pomiędzy liśćmi dębowymi oraz nazwiskami poległych i informacją o przynależności pułkowej. 
Żołnierze służyli w pruskich pułkach piechoty 46 i 58 oraz w pruskich pułkach rezerwowych piechoty 271 i 272.
Na cmentarz prowadzi brama wykonana z cegieł a całość ogrodzona jest płotem z metalowych prętów, stojącym na niewielkiej podmurówce.
Obiekt projektował Hans Mayr.

## Galeria

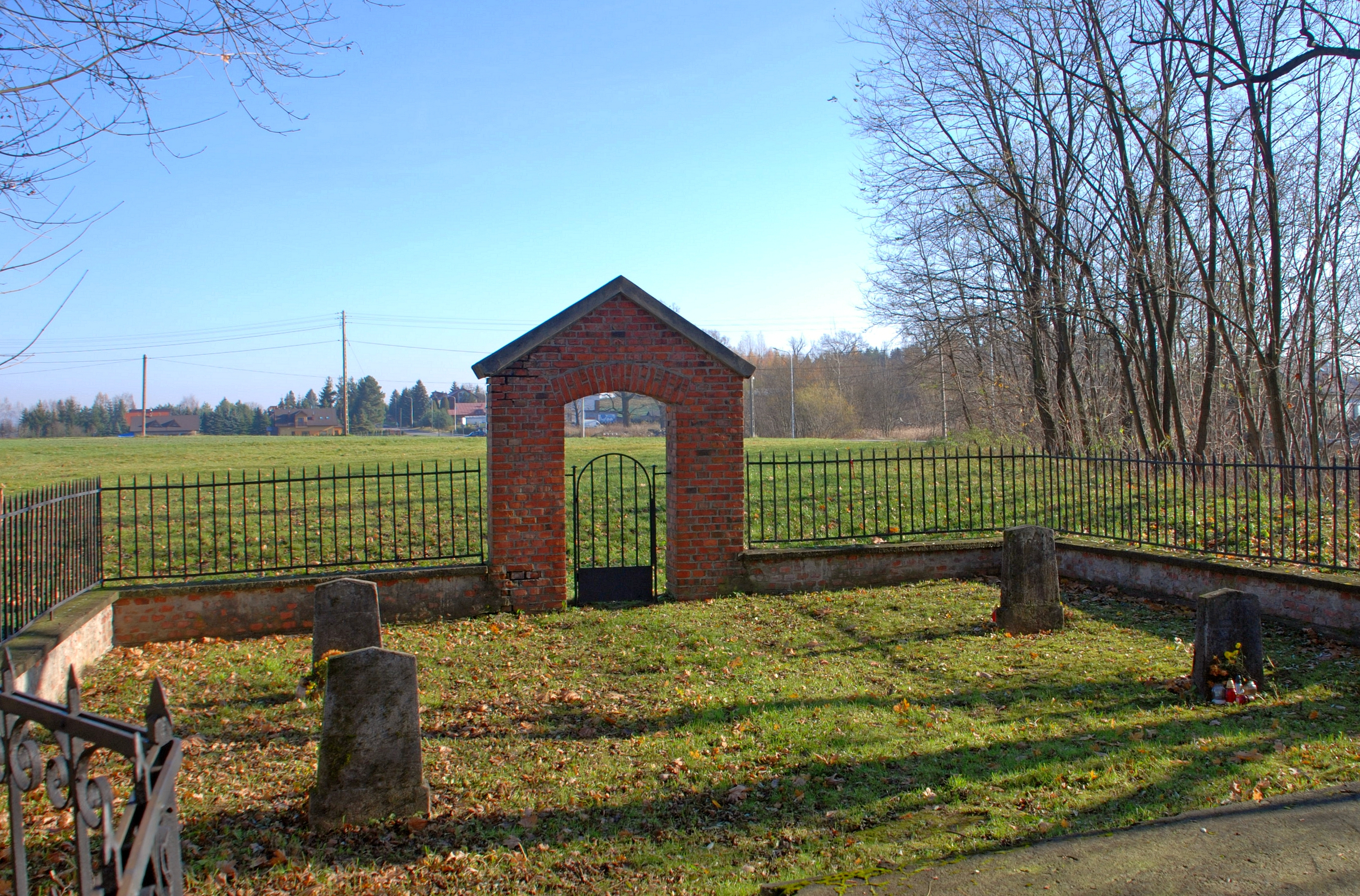
Widok na bramę wejściową
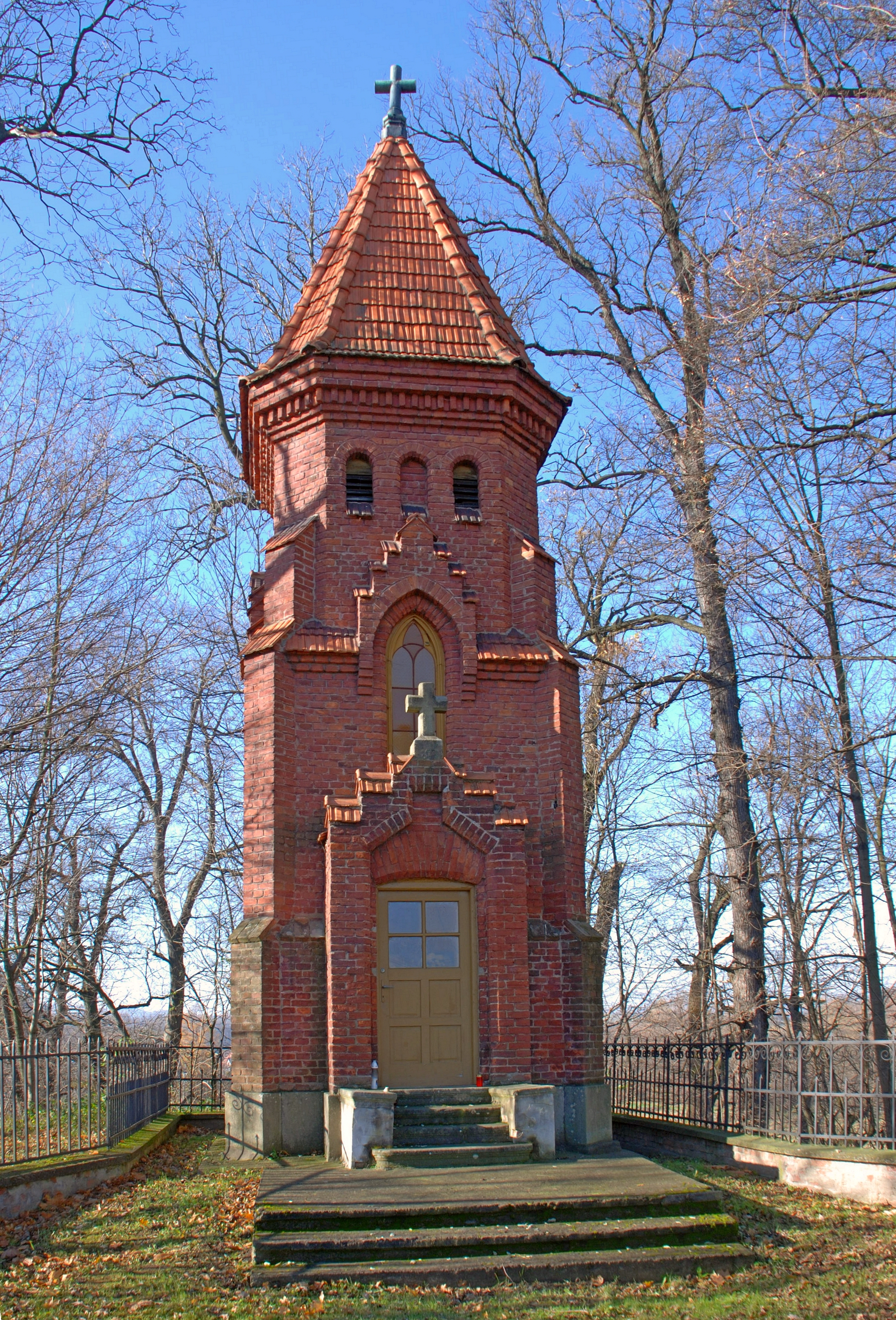
Pomnik główny
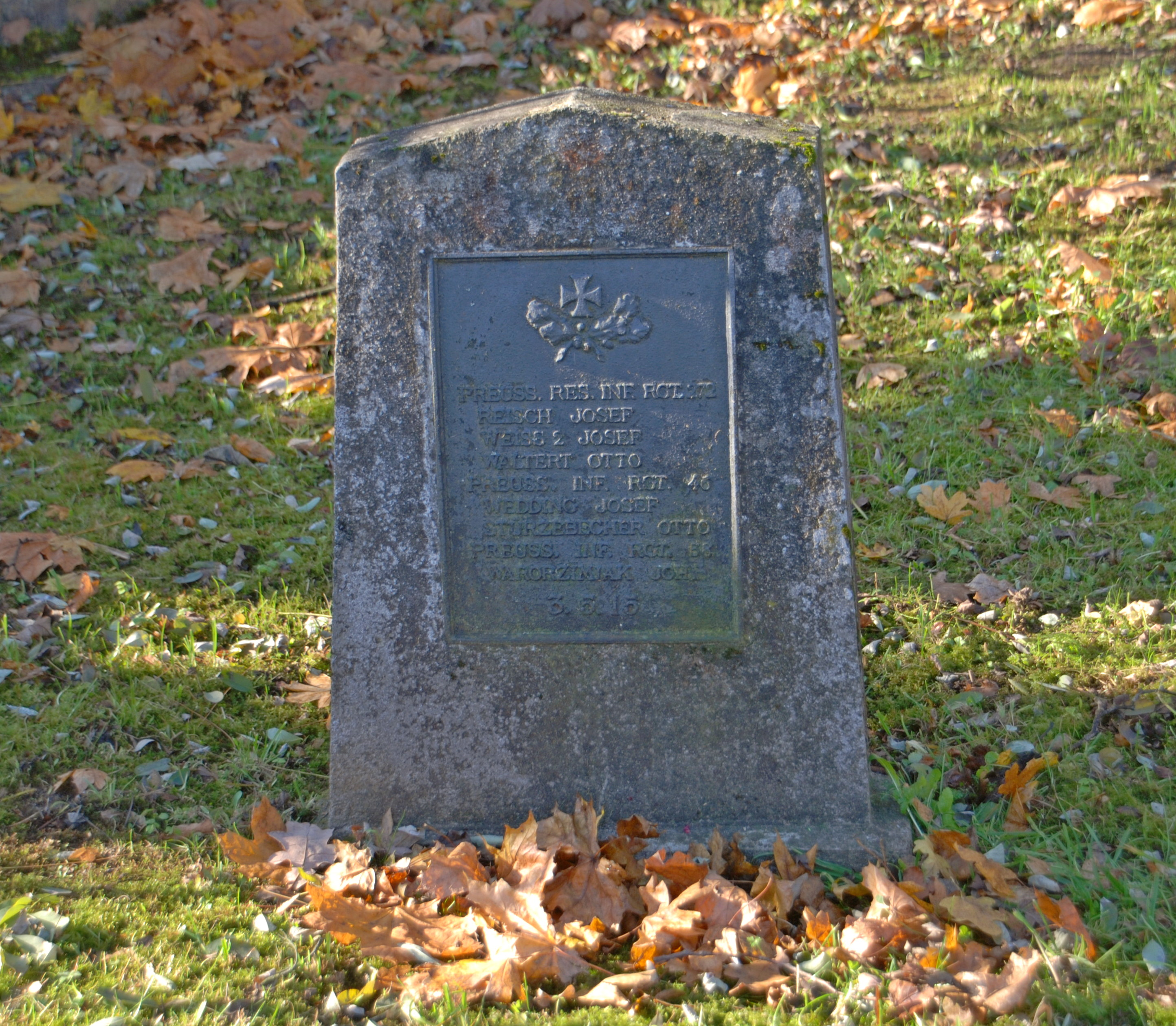
Stela